# Biserica Sfânta Cuvioasă Parascheva din Bălți
Biserica „Sfânta Cuvioasă Parascheva” din Bălți a fost construită între anii 1924-1935, din inițiativa episcopului Visarion Puiu. Arhitectul bisericii este A. Gabrielescu, iar ctitorul ei - Emanoil Ignatov. Clădirea aparținea, atunci. reședinței episcopale din cartierul Pământeni. Dat fiind că majoritatea bisericilor din Basarabia au fost ridicate sau reclădite pe vremea stăpînirii țariste, conform canoanelor arhitecturale bisericești ruse din secolul al XIX-lea, aspectul acestui lăcaș, inspirat de Mănăstirea Curtea de Argeș din România, pare neobișnuiă în Republica Moldova. Fațadele sunt decorate cu basoreliefuri în piatră și lemn, pentru care sunt caracteristice motivele vegetale și geometrice. De o deosebită valoare sunt frescele murale de pe: cupole bulbiforme, turnuri, cornișe, ferestre. În perioada sovietică, lăcașul de cult a fost transformat în planetariu, iar din această cauză, mai multe odoare sfinte s-au pierdut. În prezent, a fost restituit bisericii.